# Wandów (Mariantów)
Wandów – część wsi Mariantów w Polsce położona w województwie wielkopolskim, w powiecie tureckim, w gminie Władysławów.
W latach 1975–1998 miejscowość administracyjnie należała do województwa konińskiego.